# غلين غولد
غلين هربرت غولد (25 من سبتمبر 1932م 4 من أكتوبر 1982م) هو عازف بيانو كندي أصبح من أشهر وأفضل عازفي البيانو الكلاسيكيين في القرن العشرين. وقد اشتهر بوجه خاص كمفسر لموسيقي معزوفات يوهان سيباستيان باخ التي كان يؤلفها على الأدوات الموسيقية ذات لوحات المفاتيح. وقد تميز عزفه بالكفاءة الفنية الرائعة والقدرة على توضيح بنية موسيقى باخ متعددة النغمات والأصوات.
رفض غولد معظم قواعد أدب البيانو الرومانسي، وبعد أن بلغ الرشد، تجنّب لست وشومان وشوبان. وعلى الرغم من أن تسجيلاته سيطر عليها باخ، إلا أن مؤلفات غولد كانت ذات طابع مختلف، بما في ذلك أعمال بيتهوفن وموتسارت وهايدن وبرامس، إلى جانب أعمال الملحنين السابقين لعصر موسيقى الباروك مثل جان بيترزون سويلينك، وملحنين من القرن العشرين مثل بول هيندميث وآرنولد شوينبرج وريتشارد ستراوس. وقد عُرف غولد بأطواره الغريبة المختلفة، وذلك بدءًا من تفسيراته الموسيقية وسلوكياته غير التقليدية في معزوفاته، حيث إنه تطرّق إلى جوانب من سلوكه الشخصي وأسلوب حياته. ولقد توقف عن إحياء الحفلات الموسيقية عندما كان في الحادية والثلاثين من عمره، وذلك لكي يركز على تسجيل معزوفاته في الأستوديو، فضلاً عن القيام بمشروعات أخرى.
وعُرف غولد أيضًا ككاتبٍ وملحنٍ ومايسترو (قائد فرقة موسيقية) ومذيع. كما أن له إسهامات كثيرة للغاية في المجلّات الموسيقية، حيث إنه ناقش نظرية الموسيقى ولخص فلسفته الموسيقية. ولكن عمله كملحنٍ كان الأقل وضوحًا وشهرة. وكان إنتاجه الفني قليلاً جدًا، كما أن الكثير من مشاريعه لم يُستكمل. وهناك أدلة على أنه، بعد أن تخطى الخمسين، كان ينوي التخلي عن البيانو وتكريس ما تبقى من حياته المهنية لقيادة الفرق الموسيقية (الأوركسترا)، فضلاً عن تنفيذ غير ذلك من المشاريع. وكانت أعمال غولد كمذيع مثمرة وعديدة. وتراوح إنتاجه الفني ما بين أعماله التليفزيونية والإذاعية المسجلة داخل الأستوديوهات إلى وثائقيات إذاعية تعتمد على الموسيقى المحددة الملتزمة بالواقعية البحتة (musique concrète) وتتناول الحياة البرية الكندية.
تناول الكاتب النمساوي توماس برنهارد حياة غلين غولد في رواية بعنوان «الرجل الآفِل» التي تحكي قصة ثلاثة أصدقاء أحدهم غلين غولد.

## كتابات أخرى
- Cott، Jonathan (2005). Conversations with Glenn Gould. University of Chicago Press. OCLC:475021622. مؤرشف من الأصل في 2019-12-11. {{استشهاد بكتاب}}: الوسيط |ref=harv غير صالح (مساعدة) وتجاهل المحلل الوسيط |الرقم المعياري= لأنه غير معروف، ويقترح استخدام |ردمك= (مساعدة)
- Konieczny، Vladimir (2008). Glenn Gould: a musical force. Toronto: Dundurn Press. OCLC:471481579. مؤرشف من الأصل في 2019-12-11. {{استشهاد بكتاب}}: الوسيط |ref=harv غير صالح (مساعدة) وتجاهل المحلل الوسيط |الرقم المعياري= لأنه غير معروف، ويقترح استخدام |ردمك= (مساعدة)
- Pagliari، Matteo (2012). Invenzione a due voci. Una conversazione con Glenn Gould. Bologna: Albisani Editore. مؤرشف من الأصل في 2019-06-07. {{استشهاد بكتاب}}: الوسيط |ref=harv غير صالح (مساعدة) وتجاهل المحلل الوسيط |الرقم المعياري= لأنه غير معروف، ويقترح استخدام |ردمك= (مساعدة)

## وصلات خارجية
- غلين غولد على موقع IMDb (الإنجليزية)
- غلين غولد على موقع الموسوعة البريطانية (الإنجليزية)
- غلين غولد على موقع مونزينجر (الألمانية)
- غلين غولد على موقع ميوزك برينز (الإنجليزية)
- غلين غولد على موقع إن إن دي بي (الإنجليزية)
- غلين غولد على موقع أول ميوزيك (الإنجليزية)
- غلين غولد على موقع ديسكوغز (الإنجليزية)
- غلين غولد على موقع قاعدة بيانات الفيلم (الإنجليزية)
- Glenn Gould Official website
- Glenn Gould recordings owned by Sony Music
- The Glenn Gould Foundation including the GlennGould Magazine
- The Glenn Gould Archive نسخة محفوظة 7 يونيو 2023 على موقع واي باك مشين. from Library and Archives Canada
- Glenn Gould: Variations on an Artist from the CBC Digital Archives
- Glenn Gould نسخة محفوظة 14 نوفمبر 2012 على موقع واي باك مشين. at Société Radio-Canada from the CBC French language Digital Archives
- Glenn Gould pictures and writings by film director Bruno Monsaingeon
- أخبار مُجمّعة وتعليقات عن غلين غولد في موقع صحيفة نيويورك تايمز.

؛ مقاطع الفيديو
- Bach & Friends: Glenn Gould (2010) from director Michael Lawrence
- Genius Within: The Inner Life of Glenn Gould (2010) from co-directors Peter Raymont and Michèle Hozer
- غلين غولد على موقع ماي سبيس